# Comité interministériel d'aménagement et de développement du territoire
Le Comité interministériel d'aménagement et de développement du territoire (CIADT) est un comité interministériel réuni en France par le Premier ministre et comprenant les ministres concernés par l'aménagement du territoire.
Il fait suite au Comité interministériel permanent pour les problèmes d'action régionale et d'aménagement du territoire (CIAT) créé en 1960, remplacé en 1995 par le Comité interministériel d'aménagement et de développement du territoire (CIADT), puis en 2005 par le Comité interministériel d'aménagement et de compétitivité des territoires (CIACT), qui retourne en 2009 à la dénomination de 1995.

## Réunions

### CIAT
Sous le nom de Comité interministériel permanent pour les problèmes d'action régionale et d'aménagement du territoire, le comité adopte le schéma directeur de la grande vitesse ferroviaire le 14 mai 1991.

### CIADT
Plus tard, sous le nom de Comité interministériel permanent pour les problèmes d'action régionale et d'aménagement du territoire (CIADT), le comité se réunit le 18 mai 2000 et le 9 juillet 2001. 
Le 13 décembre 2002, approbation de nouvelles orientations pour la politique d'aménagement du territoire, par le gouvernement de Jean-Pierre Raffarin. Le 26 mai 2003, le gouvernement met la priorité sur la revitalisation des bassins d'emplois les plus touchés par les mutations économiques. Le 3 septembre 2003, CIADT « rural » à la suite de la publication par la Délégation interministérielle à l'aménagement du territoire et à l'attractivité régionale (DATAR) de l'étude prospective intitulée Quelle France rurale pour 2020 ?. Le 18 décembre 2003, réforme des contrats de plan État-région, engagement d'une stratégie nationale en faveur des grandes métropoles françaises. Décision de la création de l'agence de financement des infrastructures de transport de France (AFITF), et développement de l'accès à Internet à haut débit sur l'ensemble du territoire. Le 14 septembre 2004, lancement de la politique des pôles de compétitivité et d'une nouvelle politique du littoral, et plan d'accompagnement du haut débit sur les territoires.
Le 12 juillet 2005, labellisation de 67 pôles de compétitivité. Le 11 mai 2010, le comité se réunit sur les points suivants : labellisation de nouveaux pôles de compétitivité dans le domaine des éco-technologies, et adoption d'un plan d'action en faveur des territoires ruraux, résultant des Assises des territoires ruraux.

#### Grands projets
- 8 projets de lignes nouvelles à grande vitesse (LGV)
  - LGV Bretagne-Pays de la Loire : mise en service le 2 juillet 2017.
  - LGV Bordeaux - Toulouse : mise en service est prévue en 2024.
  - Ligne nouvelle Nice - Italie
    - Ligne nouvelle Montpellier - Perpignan : mise en service est prévue en 2025.
    - LGV Perpignan - Figueras : mise en service le 9 janvier 2013.
    - Contournement Nîmes - Montpellier : mise en service  le 2 juillet 2018.
    - LGV Provence-Alpes-Côte d'Azur :mise en service est prévue en 2030.

  - LGV Est européenne (seconde phase et interconnexion avec le réseau ICE) : mise en service le 3 juillet 2016.
  - Liaison ferroviaire transalpine Lyon - Turin
  - LGV Rhin-Rhône (phase 2 de la branche Est, branche Ouest et branche Sud) (Dijon - Mulhouse) : mise en service de la première phase le 11 décembre 2011.
  - LGV Interconnexion Sud de l’Île-de-France
  - LGV Sud Europe Atlantique (Tours - Bordeaux) : mise en service le 2 juillet 2017. 
    - LGV Bordeaux - Espagne : mise en service jusqu'à Dax prévue en 2027.

- 3 grandes liaisons ferroviaires d’aménagement du territoire
  - Paris - Orléans - Limoges - Toulouse (POLT)
  - Ligne nouvelle Paris - Normandie (Paris - Rouen - Le Havre et Paris - Cherbourg)
  - LGV Cœur de France (Paris - Clermont-Ferrand)

- 5 grands axes ferroviaires pour le fret
  - corridor de fret nord-sud par Bordeaux : à l'étude.
  - corridor nord-sud par Lyon, magistrale éco-fret : en service en 2007.
  - axe Ouest-Est Dunkerque - Lorraine : à l'étude.
  - axe Ouest-Est Le Havre - Amiens - Belgique/Allemagne : à l'étude.
  - axe Ouest-Est Nantes - Lyon et Lyon - Italie : Autoroute ferroviaire alpine en service en 2003.

- 9 projets autoroutiers
  - Autoroute française A19 (section Artenay-Courtenay) : mise en service le 16 juin 2009.
  - A24 (Amiens - Lille - Belgique) : projet abandonné en août 2010.
  - A32 (Nancy - Metz - Thionville) : projet abandonné en août 2010.
  - A48 (Ambérieu - Bourgoin-Jallieu) : projet abandonné en décembre 2013.
  - A831 (Fontenay-le-Comte - Rochefort) : projet abandonné en juillet 2015.
  - Réseau autoroutier lyonnais
    - A45 Lyon - Saint-Étienne : projet abandonné en octobre 2018.
    - A89 Lyon - Clermont-Ferrand
    - A432 Les Échets - La Boisse et contournement ouest de Lyon: ouvert le 10 février 2011.

  - Réseau autoroutier alpin
    - A41 Annecy - Genève: mise en service le 22 décembre 2008
    - A51 Grenoble - Sisteron
    - A585, antenne de Digne-les-Bains: abandonnée en 2012

  - Réseau autoroutier aquitain
    - A63, de Bordeaux vers Biarritz : mise en service en 2017
    - A65, de Bordeaux vers Pau : mise en service le 16 décembre 2010

  - Contournements urbains (Strasbourg, Arles, Bordeaux, tunnel de Toulon…)

- 3 grandes liaisons routières d’aménagement du territoire 
  - La Route Centre-Europe Atlantique : accélération de la mise à 4 voies des nationales existantes et inscription au schéma autoroutier de la liaison Niort - Limoges
  - A68, A79  et Route nationale 88 (Toulouse - Rodez - Mende - Le Puy-en-Velay - Lyon)
  - A34 (Reims - Charleville-Mézières - Belgique): A304 : mise en service en juillet 2018.

- 5 projets fluvio-maritimes
  - Écluse fluviale de Port 2000
  - Nouveaux terminaux conteneurs du port de Marseille - Fos (Fos 2XL)
  - Canal Seine-Nord Europe : mise en service du canal annoncée pour 2023.
  - Autoroute de la mer façade atlantique
  - Autoroute de la mer façade méditerranéenne

- 2 projets aéroportuaires
  - Projet d'aéroport du Grand Ouest - Notre-Dame-des-Landes : projet abandonné en 2018.
  - 3e réseau d’aéroports dans le bassin parisien (Vatry, Châteauroux)

- 15 pôles de développement économique
  - Grand projet d’urbanisme Euroméditerranée à Marseille (3e phase)
  - Grand projet d’urbanisme à Saint-Étienne
  - Grand projet d’urbanisme à Lille (zone de l’Union)
  - Projet de pôle artistique et industriel ARTEM à Nancy
  - « Route des lasers » à Bordeaux avec les lasers mégajoule et pétawatt
  - Renforcement du pôle aéronautique de Toulouse (implantation de l’Office national d'études et de recherches aérospatiales – Onera)
  - Cyclotron (équipement de recherche en médecine nucléaire) de Nantes
  - Projet « Energie du XXIe siècle » (fusion nucléaire) à Cadarache (Bouches-du-Rhône)
  - Pôle technologique de Massy-Saclay Ile-de-France sud
  - Grands projets d’aménagement de Caen-Rouen-Le Havre
  - Projet Eurodistrict Strasbourg-Ortenau
  - Projet Belval (cité des sciences) à la frontière luxembourgeoise
  - Pôle électronique de Bretagne
  - Futuroscope de Poitiers (création d’un pôle transports/véhicules électriques)
  - Cité du cinéma en Seine-Saint-Denis: inaugurée le 21 septembre 2012.

### CIACT
Le CIACT du 14 octobre 2005 porte entre autres sur les points suivants : remplacement de la DATAR par une Délégation interministérielle à l'aménagement et à la compétitivité des territoires (DIACT), poursuite de la mise en œuvre des pôles de compétitivité dont la liste avait été établie lors du CIADT du 12 juillet 2005, grands projets d'infrastructure (LGV Rhin-Rhône, Autoroute A65 entre Bordeaux et Pau), transports collectifs urbains en Île-de-France et dans les métropoles de province., et appel au financement privé par le système de la concession et celui des contrats de partenariat public-privé.
Le CIACT du 6 mars 2006 est notamment à l'origine de l'Opération d'intérêt national (OIN) de Massy Palaiseau Saclay Versailles Saint-Quentin-en-Yvelines. Il prépare également les contrats de projet État-région 2007-2013. Le CIACT du 5 juillet 2007 procède à la labellisation de cinq nouveaux pôles de compétitivité. Le CIACT du 2 février 2009 adopte la répartition territoriale du plan de relance, comprenant plus de 1 000 opérations réparties dans l'ensemble des régions.